# Hans Daams
Johannes Wilhelmus Antonius Daams (Valkenswaard, 19 januari 1962) is een voormalig Nederlands wielrenner. Hij was beroepsrenner van 1985 tot 1989.

## Carrière
Hans Daams is als achtjarige jongen reeds in aanraking gekomen met de wielermicrobe en heeft als wielrenner alle categorieën doorlopen.
Daams vertegenwoordigde Nederland bij de wegwedstrijd tijdens Olympische Zomerspelen van 1984 in Los Angeles, Californië. Hij wist in deze race echter niet te finishen.
Omwille van hartritmestoornissen is aan zijn carrière eind juni 1989 abrupt een einde gekomen.

## Belangrijkste resultaten
1985
- 1e - Omloop der Vlaamse Ardennen-Ichte
- 2e -  Ronde van Bern

1986
- 1e - etappe 1 Criterium du Dauphiné Libéré

1988
- 3e - Nationale Sluitingsprijs
- 3e - Scheldeprijs

1989
- 1e - etappe 3 Ronde van Zweden

## Resultaten in voornaamste wedstrijden
| Jaar | Gent-Wevelgem | Parijs-Roubaix | Amstel Gold Race |
| ---- | ------------- | -------------- | ---------------- |
| 1986 |               | 53e            |                  |
| 1987 | 56e           |                |                  |
| 1989 |               |                | 60e              |

## Trivia
- Anno 2012 baat Hans Daams een fietsenwinkel uit in Achel.
- Hans Daams is de vader van Jessie Daams die ook professioneel wielrenster is.
- Elk jaar organiseert TWC De Kempen de Hans Daams Classic. Deze toertocht heeft van de Nederlandse ToerFiets Unie (NTFU) de hoogste waardering gekregen van alle NTFU-toertochten.